# Lluís Foix i Carnicé
Lluís Foix i Carnicé (Rocafort de Vallbona, Urgell, 5 d'abril de 1943) és un periodista català, especialitzat en política internacional. Llicenciat en Periodisme i Dret, va ser director durant uns quants mesos de 1983, director adjunt i subdirector de La Vanguardia, i corresponsal d'aquest diari a Londres (del 1974 al 1980) i Washington DC (del 1981 al 1982).
L'any 1993 va prologar el llibre Rocafort de Vallbona. Cançons, jocs i costums, de Montserrat Busqué.
El 2013 publicà el llibre La marinada sempre arriba, unes memòries d'infantesa i adolescència. El 2014 escriu de manera habitual a La Vanguardia, El Punt Avui i El Mundo Deportivo. També és tertulià habitual a diversos mitjans de comunicació com RAC 1, TV3 i 8tv. També el 2014 va rebre el Premi Quim Regàs de Periodisme per la seva "densa tasca des de tots els angles informatius, així com la seva qualitat, rigor i exigència". En la seva intervenció va dir que pensa "que la crisi del periodisme, que molts pateixen, té el seu antídot en fer més i millor periodisme".

## Obres
- 2013 - La marinada sempre arriba
- 2016 - Aquella porta giratòria
- 2017 - El que la terra m'ha donat
- 2021 - Una mirada anglesa

## Premis i reconeixements
- 2014 - Premi Quim Regàs de Periodisme
- 2016 - Premi Josep Pla de narrativa per la segona part de les seves memòries, Aquella porta giratòria[9]